# 山中氏頼
山中 氏頼（やまなか うじより、生没年不詳）は、戦国時代の武将。後北条氏の家臣。受領名は近江守、官途は大炊助と称した。子に頼次、孫に頼元。

## 略歴
後北条家の武蔵国江戸衆。北条氏綱に仕えていた。「氏」の字は氏綱からの偏諱と考えられる。
天文10年（1541年）11月に息子の頼次が武蔵川越城の城将を務めていることから、その頃までに家督を譲っていたか死去していた可能性がある。